# Volker Haidt
Volker Haidt, artiestennaam Florian Haidt (Krauthausen, 29 november 1958 - 9 februari 2017) was een Duitse schlagerzanger, muzikant en radiopresentator.

## Carrière

### Als zanger
Reeds op 18-jarige leeftijd werd Haidt beroepsmuzikant en trad in verscheidene bands op als zanger en gitarist. Zijn solocarrière begon in 1982 onder de artiestennaam Florian Haidt. De eerste single Rote Rosen, rote Lippen, roter Wein (1983) werd zijn grootste hit en belandde op de 42e plaats in de Duitse hitlijst. Het origineel stamde van René Carol uit 1952. Daaruit volgde een uitnodiging voor de ZDF-Hitparade. In hetzelfde jaar publiceerde Haidt als lid van de groep The Raiders het covernummer Kiddy Kiddy, Kiss Me van Rita Pavone en Paul Anka uit 1964. Tot 1984 verschenen nog enkele solosingles, die echter geen hitklassering opleverden. Slechts het nummer Zaubermelodie en het covernummer Ich will, wenn ich wüsste, dass ich darf (I Won’t Let the Sun Go Down on Me, Nik Kershaw) konden zich plaatsen voor de ZDF-Hitparade.

### Als presentator
Sinds 1983 werkte Haidt als presentator bij de radio, eerst bij Radio Luxembourg, daarna bij Welle Nord in Kiel. Van daaruit wisselde hij naar RSH en presenteerde daar tot 1992 onder zijn echte naam. In 1991 en 1992 presenteerde hij onder andere de RSH-Gold-Verleihung. Vanaf 1993 was hij betrokken bij de opbouw van de radiozender delta radio en was hij werkzaam voor de SR en Radio SAW, totdat hij in het midden van 1996 uiteindelijk voor Radio SAW in Saksen-Anhalt koos. Daar presenteerde hij samen met Klaus Vorbrodt het morgenprogramma Muckefuck, later met Holger Tapper en anderen.

## Privéleven en overlijden
Volker Haidt overleed op 9 februari 2017 op 58-jarige leeftijd na een korte en zware ziekte.

## Onderscheidingen
- 2003: De RADIOJournal Rundfunkpreis in de categorie Dubbele presentatie, samen met Holger Tapper
- 2011: De Duitse Radioprijs in de categorie Beste presentator voor zijn manier van presenteren van het programma radio SAW Muckefuck

## Discografie (singles)

### als Florian Haidt
- 1982: Rote Rosen, rote Lippen, roter Wein
- 1983: Das tu' ich so gerne für dich
- 1984: Zaubermelodie
- 1984: Ich will, wenn ich wüsste, dass ich darf
- 1984: Champagner oder Selters

### met The Raiders
- 1983: Kiddy, Kiddy Kiss Me

- Gemeinsame Normdatei: 134395662
- International Standard Name Identifier: 0000 0000 5852 3497
- MusicBrainz: 3c9c8045-a795-4a54-8acf-79d0039ab1a6
- Virtual International Authority File: 79605481
- WorldCat: E39PBJrGtjf7WfrDMfJbbY3hHC